# Enfilación (náutica)

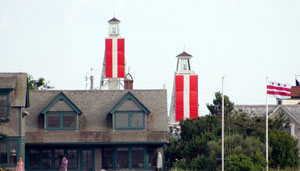
Enfilación mediante dos balizas en Nantucket, Massachusetts, Estados Unidos

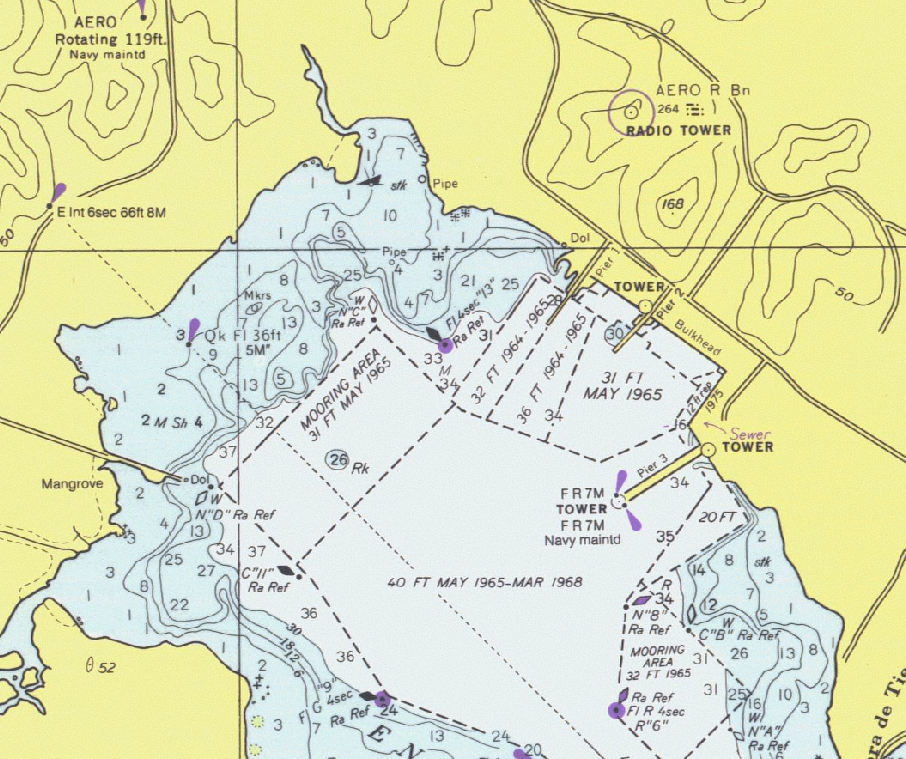
Detalle de enfilación en una carta náutica.

Enfilación corresponde a la línea de posición creada por la alineación de dos objetos reconocibles en una carta náutica.
Una enfilación puede ser:
- Natural: es la creada por la conjunción de dos objetos cualesquiera (un edificio, un monumento, la cumbre de un cerro, un objeto conspicuo).
- Artificial: es la creada ex profeso como ayuda a la navegación. generalmente mediante dos balizas, una posterior (de mayor altura) y otra anterior, como en la fotografía.

Observada desde un espejo de agua, la enfilación de dos objetos se convierte en una ayuda muy útil para definir aguas seguras.
La línea imaginaria creada por la alineación de objetos permite al navegante tener una referencia confiable de posición. Si los objetos son reconocibles en la carta náutica se puede trazar una línea que los una y entonces se tendrá la certeza mientras se los observe enfilados de estar sobre esa línea trazada.
En la carta náutica de la derecha, se observa una enfilación trazada como ayuda a la navegación para el ingreso y egreso del área portuaria, la baliza anterior se encuentra emplazada en el agua mientras que la baliza posterior en tierra y entre ambas definen la enfilación de mitad de canal de acceso.